# اچ‌اس‌وی جی‌تی‌اس

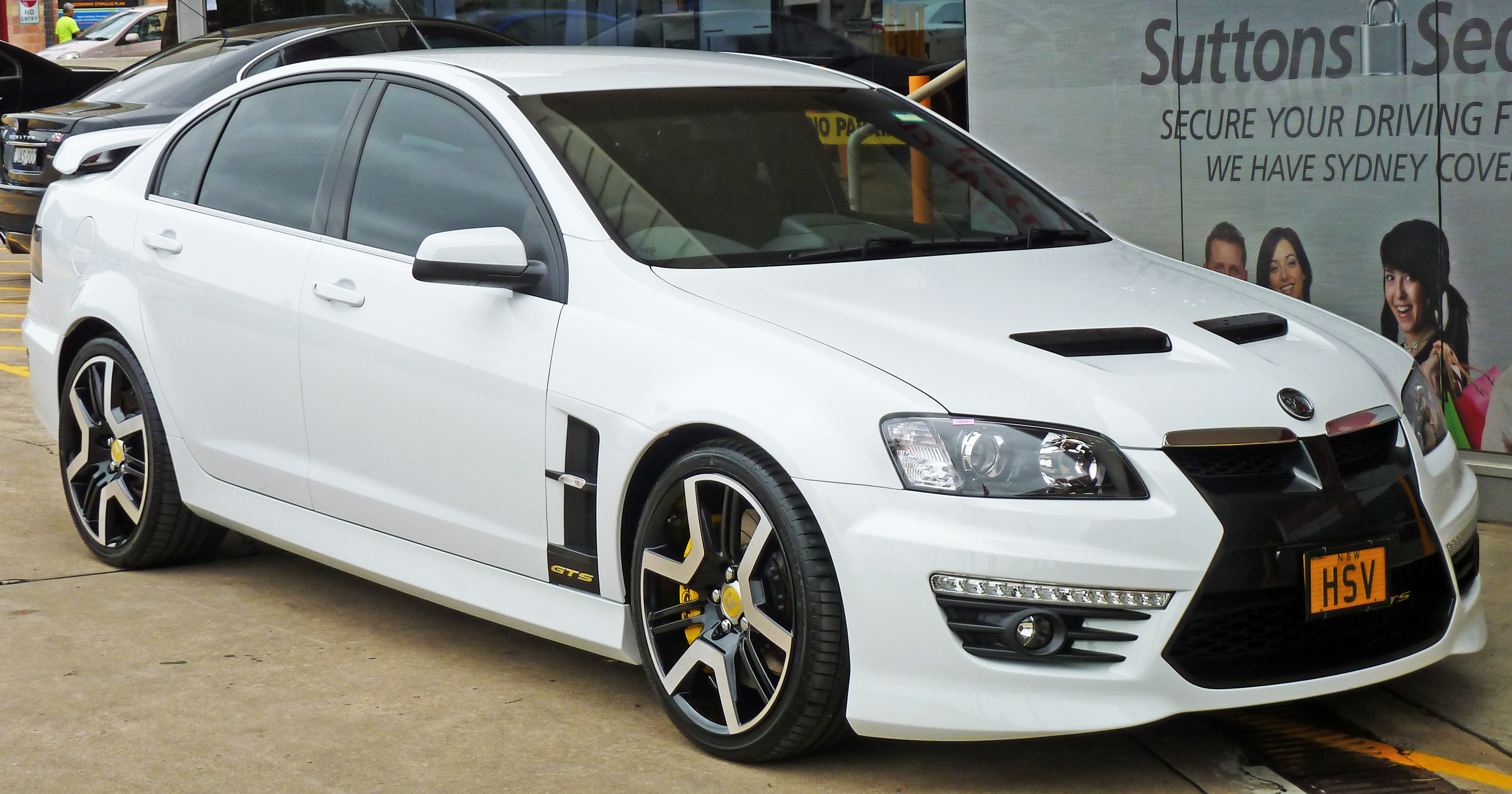

اچ‌اس‌وی جی‌تی‌اس (HSV GTS) خودرویی است که از سال ۱۹۹۲–کنون در استرالیا تولید شده‌است.
این خودرو در کلاس خودرو سایز بزرگ قرار گرفته، است. 

## نگارخانه

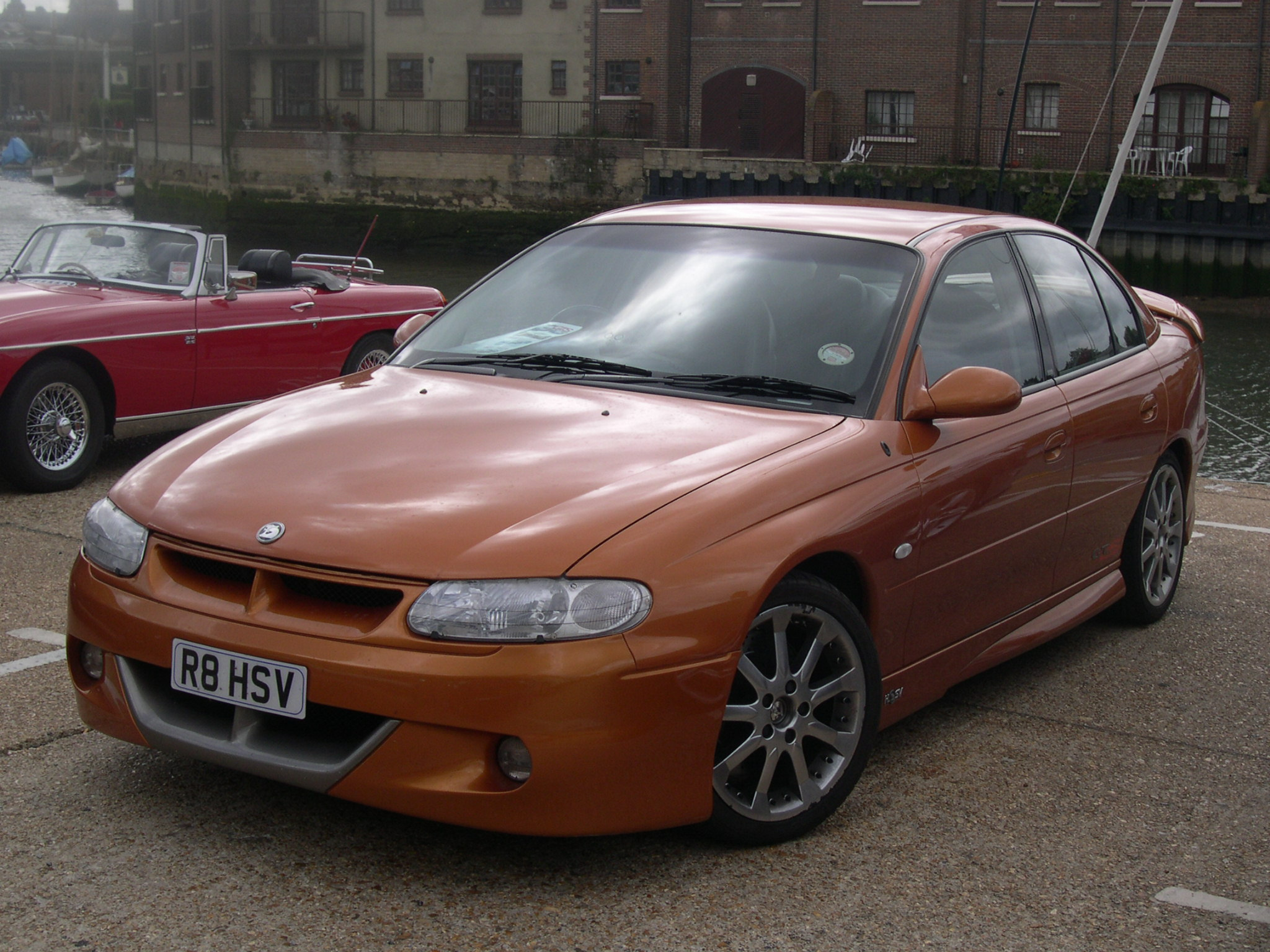
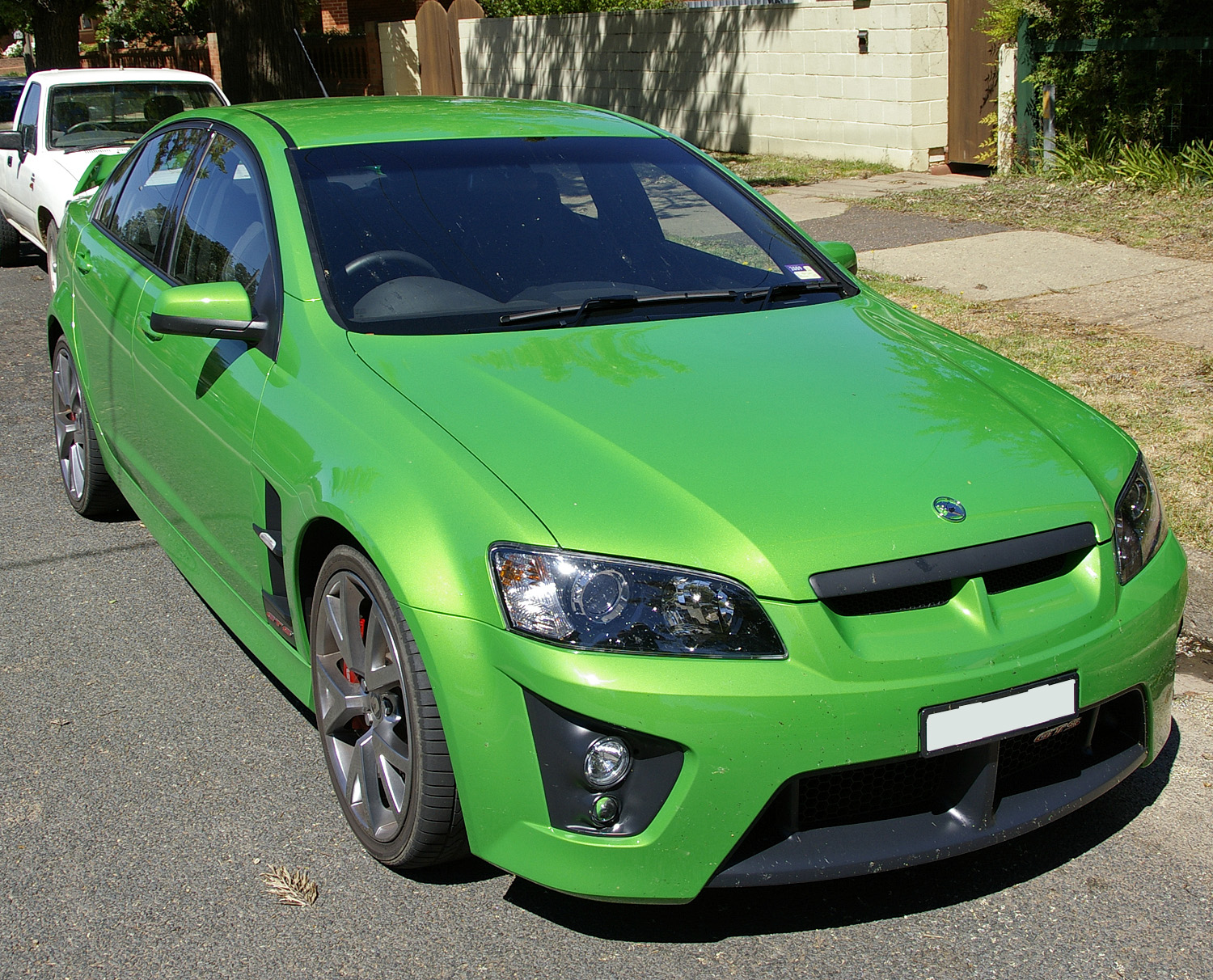
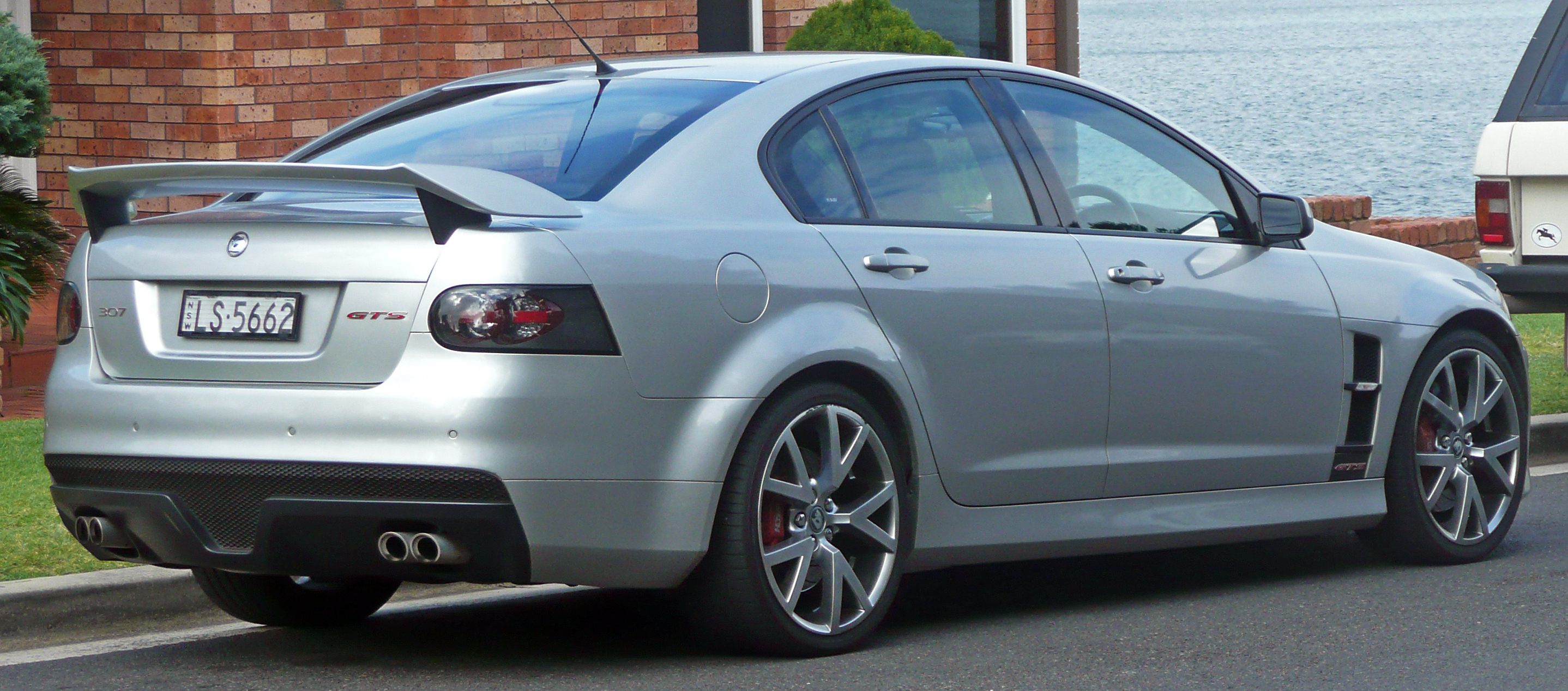
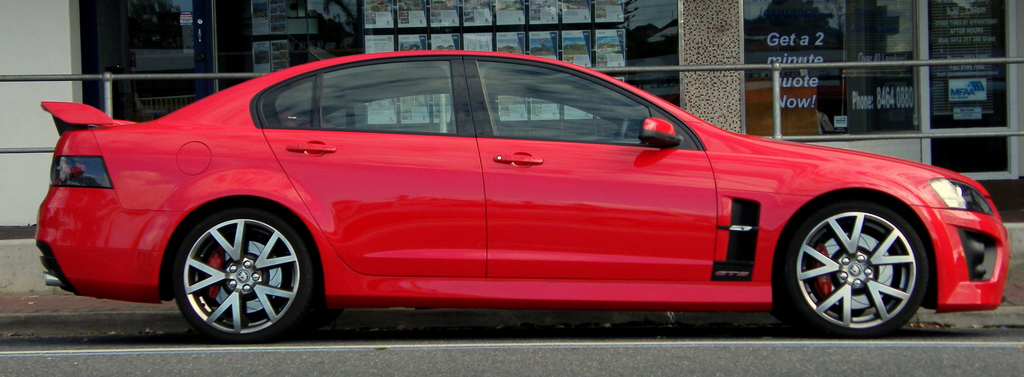
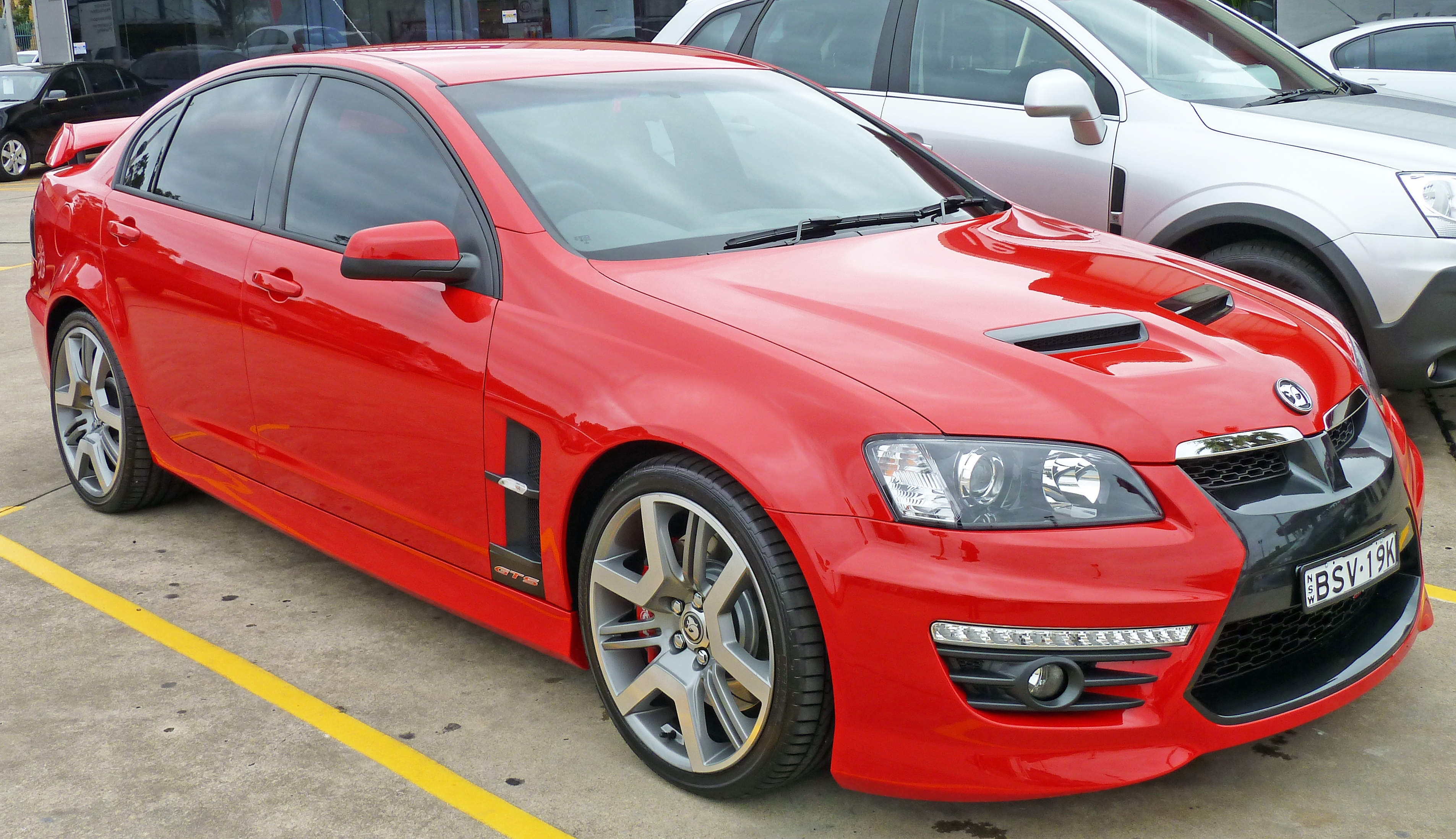
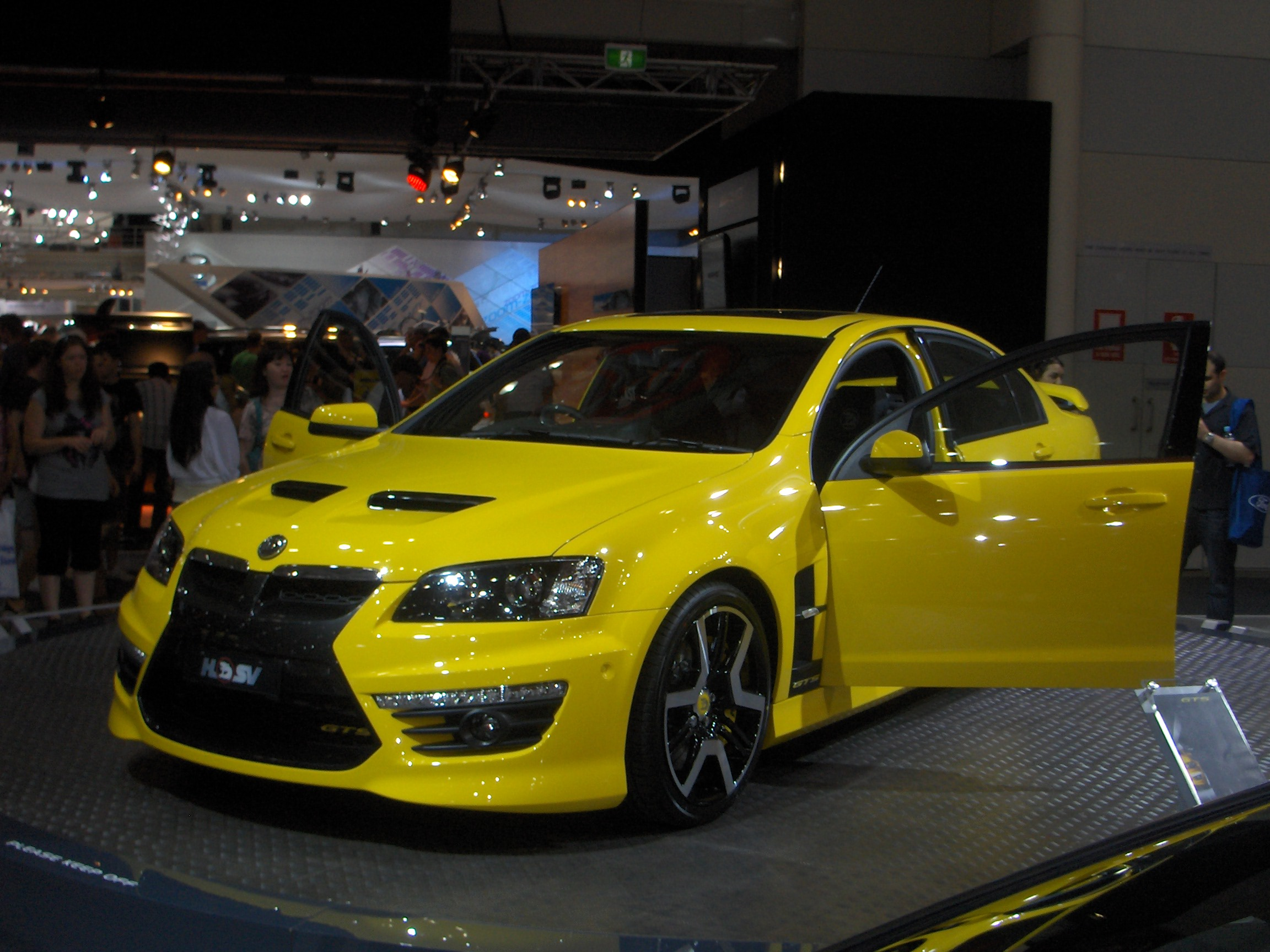
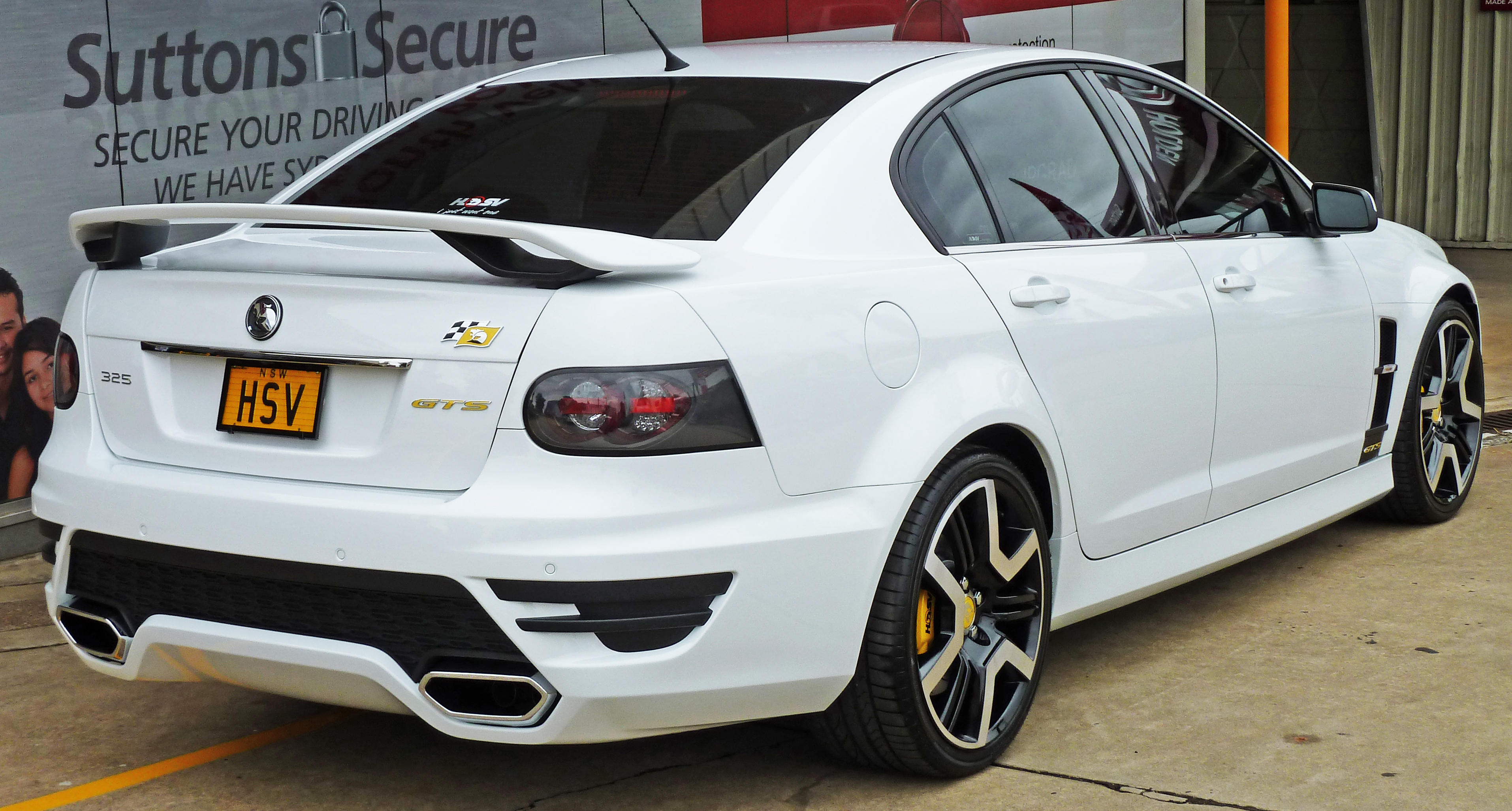